# Broederstroom (Sudafrica)
Broederstroom è un centro abitato sudafricano situato nella municipalità distrettuale di Bojanala Platinum nella provincia del Nordovest.

## Geografia fisica
Il piccolo centro abitato sorge ai piedi dei monti Witwatersberg a circa 30 chilometri a ovest della città di Pretoria.

## Storia
Si dice che sia stato fondato da due fratelli del generale Andries Pretorius, H.P.N. e H.A. Pretorius, i quali vissero qui; il nome deriverebbe quindi dall'olandese broeder, vale a dire "fratello".